# Lebia viridis
Lebia viridis är en skalbaggsart som beskrevs av Thomas Say. Lebia viridis ingår i släktet Lebia och familjen jordlöpare. Inga underarter finns listade i Catalogue of Life.

## Bildgalleri

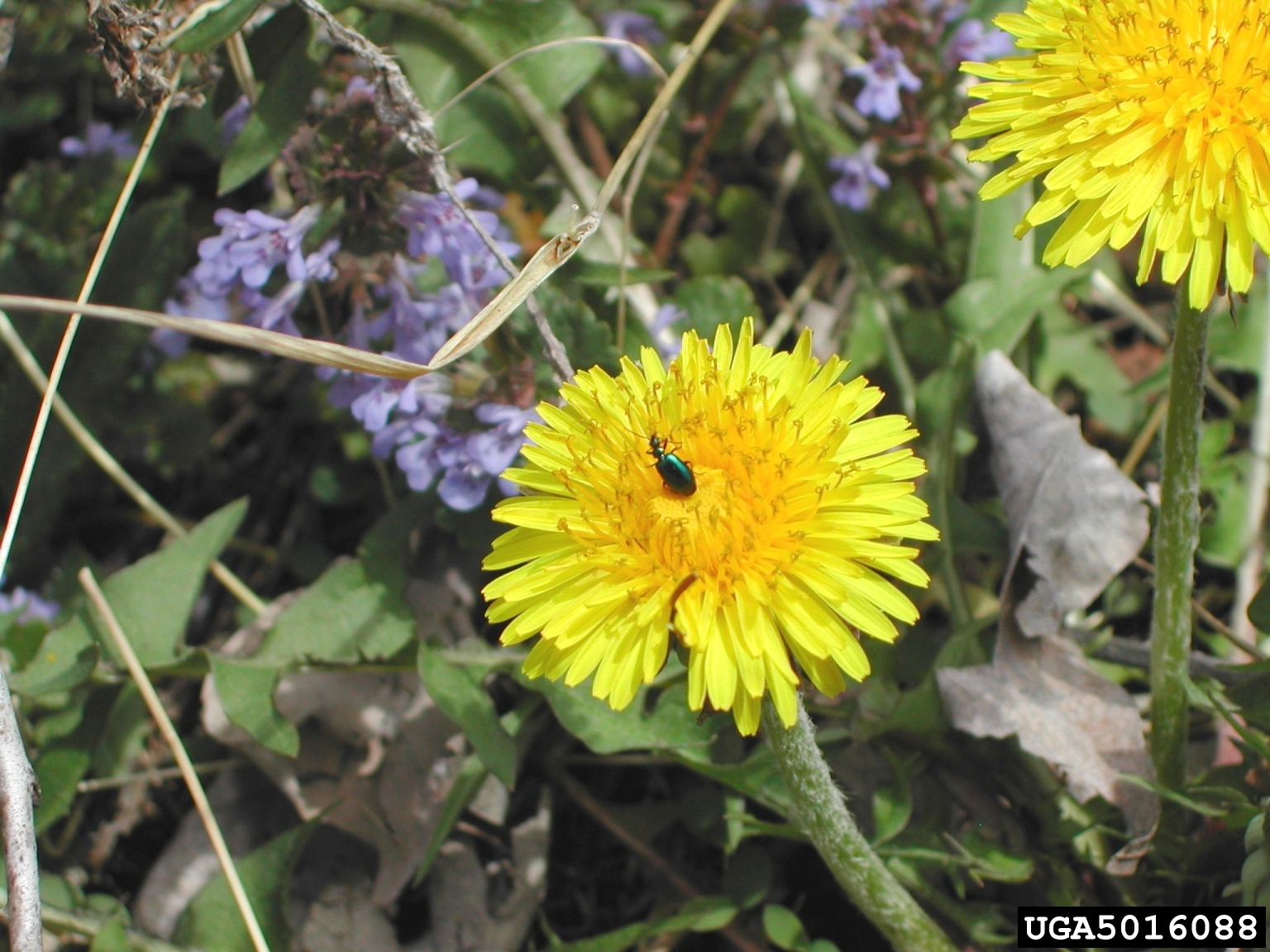